# Sportlövészet az 1948. évi nyári olimpiai játékokon
Az 1948. évi nyári olimpiai játékokon a sportlövészetben négy versenyszámot rendeztek.

## Éremtáblázat
(A rendező ország csapata és a magyar érmesek eltérő háttérszínnel, az egyes számoszlopok legmagasabb értéke, vagy értékei vastagítással kiemelve.)
| Az 1948. évi nyári olimpiai játékok éremtáblázata sportlövészetben | Az 1948. évi nyári olimpiai játékok éremtáblázata sportlövészetben | Az 1948. évi nyári olimpiai játékok éremtáblázata sportlövészetben | Az 1948. évi nyári olimpiai játékok éremtáblázata sportlövészetben | Az 1948. évi nyári olimpiai játékok éremtáblázata sportlövészetben | Olimpia  |
| ------------------------------------------------------------------ | ------------------------------------------------------------------ | ------------------------------------------------------------------ | ------------------------------------------------------------------ | ------------------------------------------------------------------ | -------- |
|                                                                    | Ország                                                             | Arany                                                              | Ezüst                                                              | Bronz                                                              | Összesen |
| 1.                                                                 | Egyesült Államok (USA)                                             | 1                                                                  | 1                                                                  | 0                                                                  | 2        |
| 1.                                                                 | Svájc (SUI)                                                        | 1                                                                  | 1                                                                  | 0                                                                  | 2        |
| 3.                                                                 | Magyarország (HUN)                                                 | 1                                                                  | 0                                                                  | 0                                                                  | 1        |
| 3.                                                                 | Peru (PER)                                                         | 1                                                                  | 0                                                                  | 0                                                                  | 1        |
|                                                                    |                                                                    |                                                                    |                                                                    |                                                                    |          |
| 5.                                                                 | Argentína (ARG)                                                    | 0                                                                  | 1                                                                  | 0                                                                  | 1        |
| 5.                                                                 | Finnország (FIN)                                                   | 0                                                                  | 1                                                                  | 0                                                                  | 1        |
|                                                                    |                                                                    |                                                                    |                                                                    |                                                                    |          |
| 7.                                                                 | Svédország (SWE)                                                   | 0                                                                  | 0                                                                  | 3                                                                  | 3        |
| 8.                                                                 | Norvégia (NOR)                                                     | 0                                                                  | 0                                                                  | 1                                                                  | 1        |
|                                                                    |                                                                    |                                                                    |                                                                    |                                                                    |          |
| Összesen                                                           | Összesen                                                           | 4                                                                  | 4                                                                  | 4                                                                  | 12       |

## Érmesek
| Az 1948. évi nyári olimpiai játékok érmesei sportlövészetben |                                            |                                                |                                          |
| Versenyszám                                                  | Arany                                      | Ezüst                                          | Bronz                                    |
| Gyorstüzelő pisztoly 30 m                                    | Takács Károly · Magyarország (HUN) · 580   | Enrique Sáenz Valiente · Argentína (ARG) · 571 | Sven Lundqvist · Svédország (SWE) · 569  |
| Szabad pisztoly                                              | Edwin Vásquez Cam · Peru (PER) · 545       | Rudolf Schnyder · Svájc (SUI) · 539            | Torsten Ullmann · Svédország (SWE) · 539 |
| Kisöbű puska fekvö 50 m.                                     | Arthur Cook · Egyesült Államok (USA) · 599 | Walter Tomsen · Egyesült Államok (USA) · 599   | Jonas Jonsson · Svédország (SWE) · 597   |
| Nagyöbű puska 300 m. összetett                               | Emil Grünig · Svájc (SUI)                  | Pauli Janhonen · Finnország (FIN)              | Willy Røgeberg · Norvégia (NOR)          |